# نیم‌رخ‌ها
نیم‌رخ‌ها فیلمی به کارگردانی و نویسندگی ایرج کریمی و تهیه‌کنندگی علی حضرتی محصول سال ۱۳۹۳ است.
این فیلم در تاریخ ۲۵ اسفند ۱۳۹۴ در سینماهای هنر و تجربه ایران اکران شده‌است.

## درونمایهٔ فیلم
نیم‌رخ‌ها روایتگر زندگی زوج جوانی است که مرد به دلیل بیماری سرطان روزهای آخر عمرش را سپری کند و در ادامه آن رقابتی بین مادر و همسر این مرد جوان رخ می‌دهد.

## خلاصه داستان
مهران (بابک حمیدیان) رمان‌نویسی است که در مراحل پایانی مبارزه با سرطان خون و در بستر مرگ است. مادرش بانو (رؤیا نونهالی) و همسرش ژاله (سحر دولتشاهی) از او نگهداری می‌کنند و در این میان مردی به نام آقاسید (سید ابراهیم عمادی) به آن‌ها در نظافت و پرستاری کمک می‌کند. میان بانو و ژاله بر سر مهران کشمکشی شکل می‌گیرد که با هر گام نزدیک‌تر شدن به مرگ مهران شدیدتر-اما درونی‌تر- می‌شود. بانو برای برگرداندن زندگی به مهران تلاش‌های بسیاری را می‌کند، از سویی خواندن رمان بربادرفته برای یادآوری خاطرات قدیم و از سوی دیگر، دعوت دوست دوران کودکی او، همایون (سام قریبیان) و معشوقهٔ دوران کودکی او، صدا (شیرین اسماعیلی) برای ملاقات او.
اما تلاش‌های مادر اثری ندارند و مهران هر چه بیشتر به مرگ نزدیک می‌شود، مرگ را آسان‌تر می‌پذیرد و وضعیت زندگی خود را مانند «یخ‌فروش نیشابور» در شعر سنایی می‌داند. و ژاله را متقاعد می‌کند که پس از مرگ او نیز به زندگی خود-به ویژه از نظر عاطفی- ادامه دهد. مهران می‌میرد و ژاله و بانو از خانه نقل مکان می‌کنند. به جای آن‌ها در خانه دو نوازنده ساکن می‌شوند (که پیش از این به همراه صدا به خانه‌شان آمده بودند)
ژاله در می‌یابد که مهران پیش از مرگ از همایون خواسته بود تا بعد از مرگ او «هوای ژاله را داشته باشد.» اما ژاله، همسر تازه‌اش را خود انتخاب می‌کند و حالا، زندگی دیگری را آغاز کرده‌است.

## بازیگران
- رؤیا نونهالی
- بابک حمیدیان
- سحر دولتشاهی
- هومن سیدی
- سام قریبیان
- بهاران بنی‌احمدی
- شیرین اسماعیلی
- سید ابراهیم عمادی
- شورا کریمی
- پویان جوان

## جوایز
برنده تندیس بهترین فیلم از بخش هنروتجربه سی و چهارمین جشنواره فیلم فجر (۱۳۹۴)